# Inmigración libanesa en Argentina
La inmigración libanesa en Argentina es el proceso migratorio de personas cuya ascendencia se remonta a cualquiera de las diversas olas de inmigraciones, en gran parte del patrimonio cultural y lingüístico árabe y/o identidad, procedente de lo que hoy es Líbano.
Aunque un grupo muy diverso de argentinos - en orígenes ancestrales, religión e identidades históricas - Los argentinos-árabes mantienen un patrimonio que comparte tradiciones comunes lingüísticos, culturales y políticos. La mayoría de los 1,5 millones de argentinos de ascendencia libanesa son cristianos, siendo los musulmanes una pequeña minoría en comparación con ellos. Se estima que la comunidad sirio-libanesa en Argentina posee un total de 3.500.000 habitantes, siendo uno de los mayores grupos migratorios del país sudamericano.

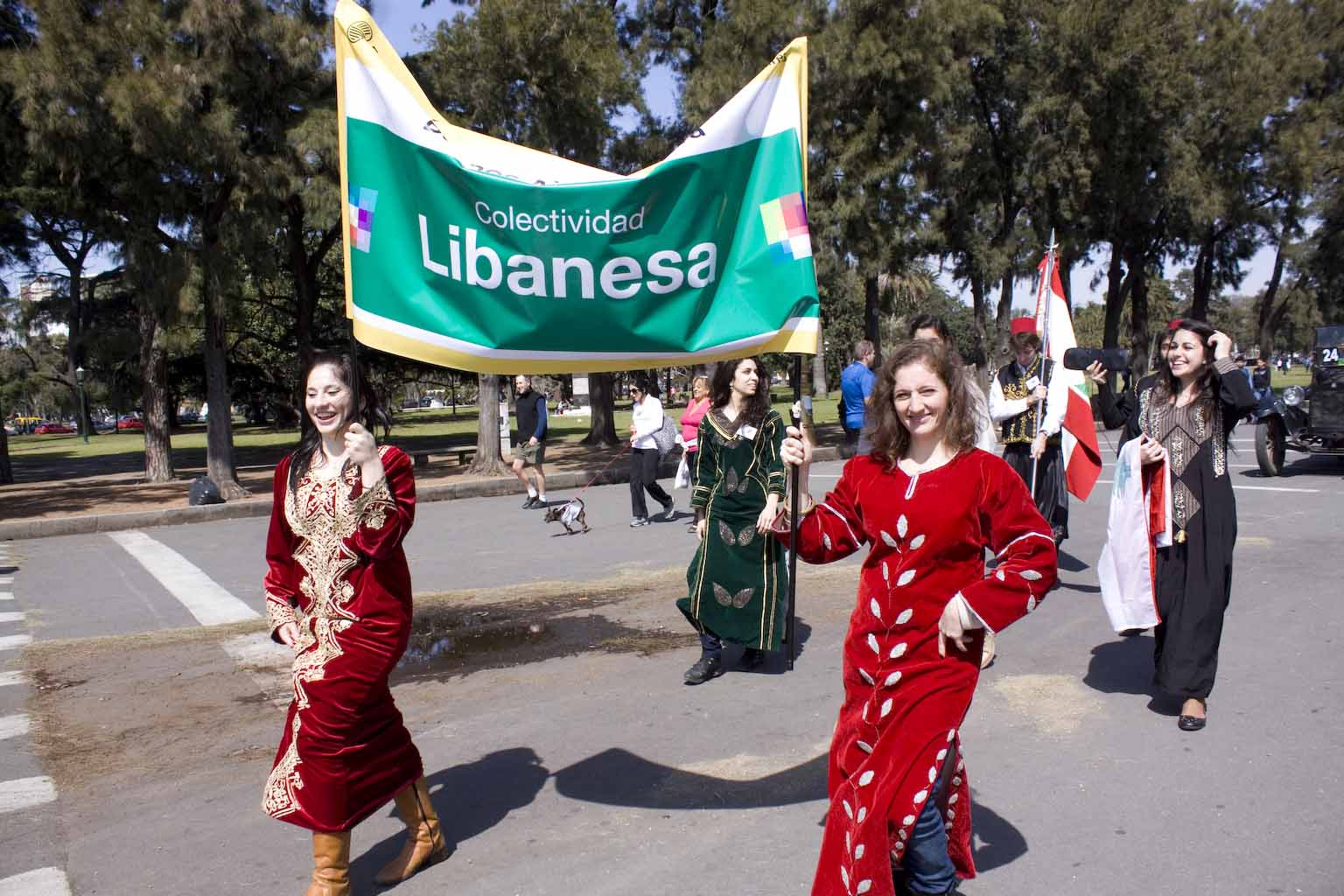
Colectividad libanesa de Buenos Aires en el día del inmigrante de 2011.

El matrimonio interétnico en la comunidad libanesa, independientemente de su afiliación religiosa, es muy alto, la mayoría de los miembros de la comunidad tienen un solo progenitor que pertenece a la etnia árabe. Como resultado de esto, la comunidad libanesa en Argentina muestra lenguaje marcado alejado del idioma árabe. Sólo unos pocos hablan el árabe, y este conocimiento es a menudo limitado a algunas palabras básicas. En cambio, la mayoría, especialmente los de las generaciones más jóvenes, hablan español como primer idioma. A consecuencia de haber sido colonia francesa, varios libaneses también son francófonos.

## Historia

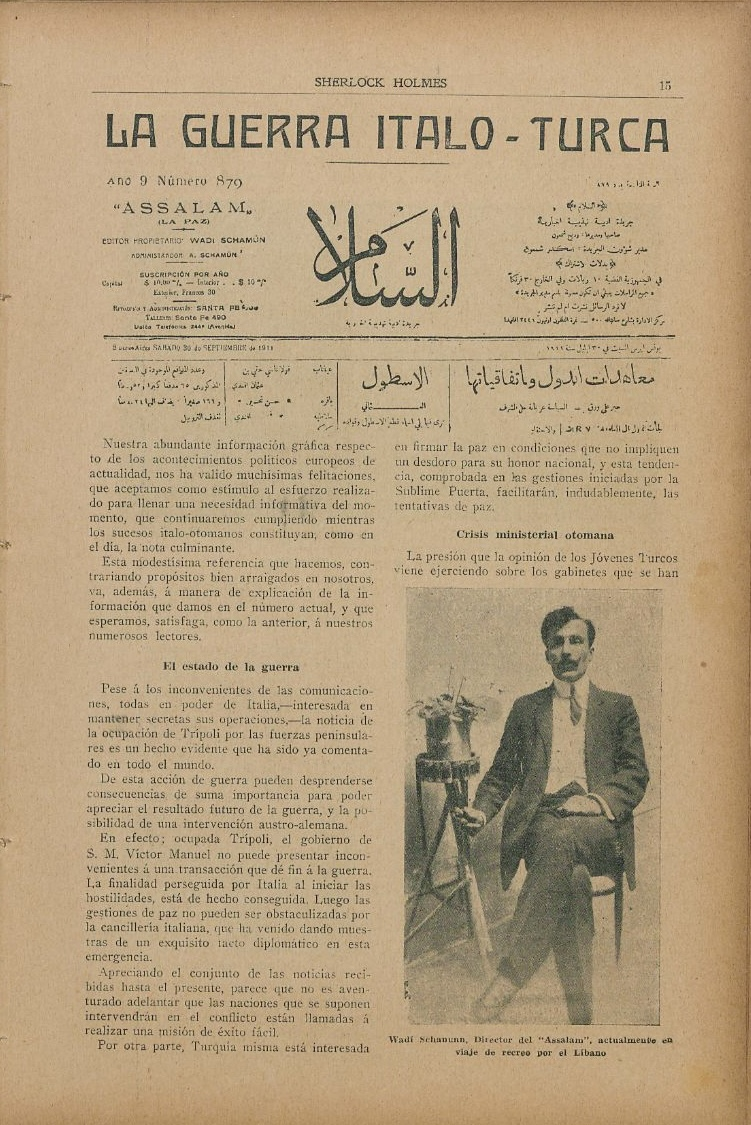
Cobertura de Assalam de la guerra ítalo-turca (30 de septiembre de 1911).

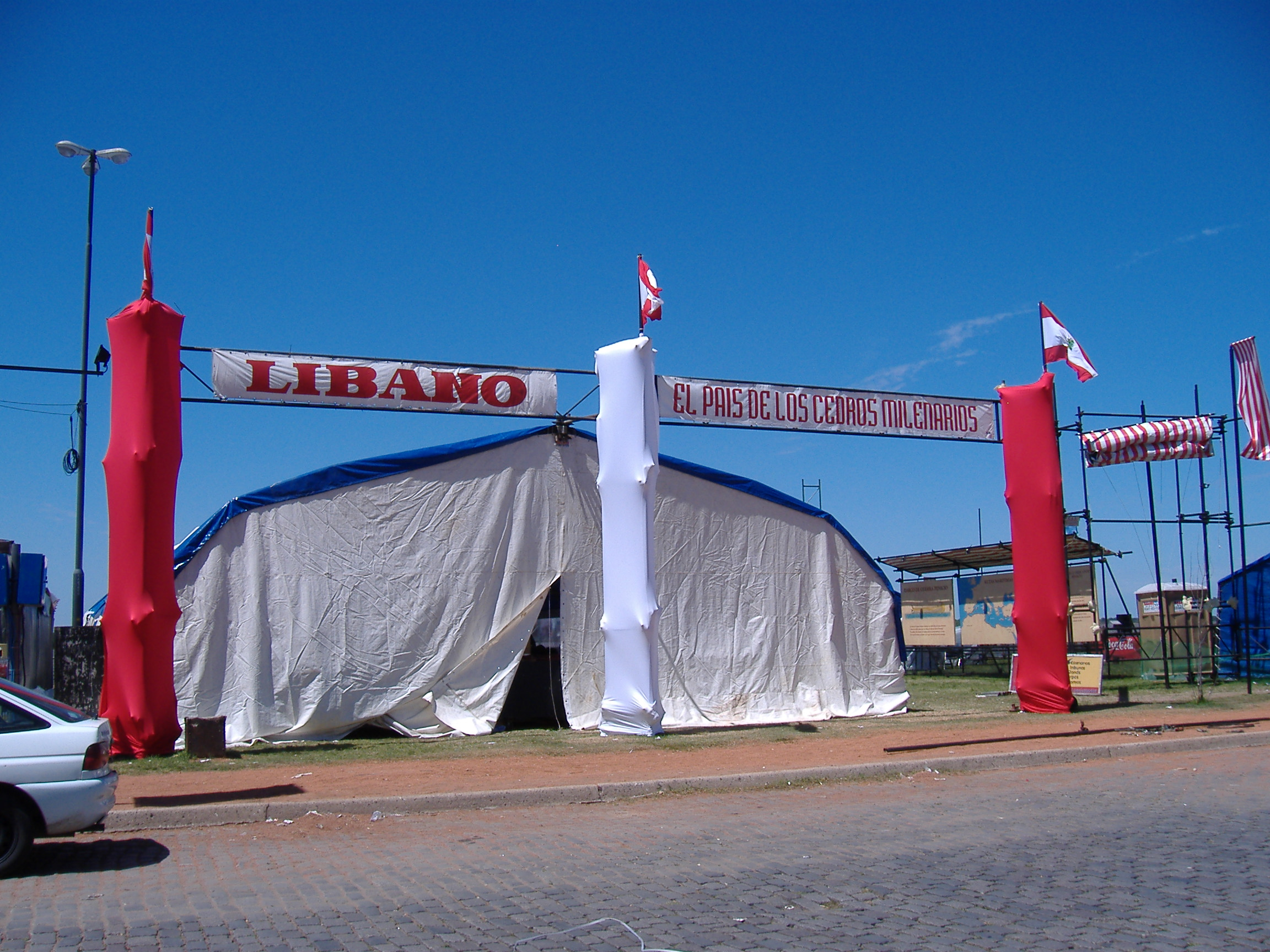
Líbano en el Encuentro y Fiesta Nacional de Colectividades en Rosario en 2006.

En el siglo XIX, llegaron los primeros libaneses al país. Desde 1891 a 1920, 367.348 personas de herencia árabe emigraron a Argentina. Cuando son procesados en primer lugar en los puertos de Argentina, fueron clasificados como turcos porque lo que es hoy en día el Líbano era un territorio del Imperio Turco Otomano. Las causas de los libaneses de abandonar su patria fueron un aumento acelerado de la demografía en el Líbano, la persecución por parte de los turcos otomanos y la guerra ítalo-turca. Los inmigrantes libaneses se asientan en: la Ciudad Autónoma de Buenos Aires, en la Provincia de Buenos Aires, Córdoba, Catamarca, Tucumán, Salta, Jujuy, La Rioja, San Juan, Mendoza, Santiago del Estero, Misiones, Chaco y la Patagonia. Un gran porcentaje de libaneses se estableció en la región de Cuyo (que está formada por las provincias de San Juan, San Luis, Mendoza y La Rioja).
Algunos lugares ancestrales prominentes de origen de los argentinos libaneses son: Aley, Amioun, Amsheet, Batroun, Beirut, Baalbek, Iaal, Joünié, Mish Mish, Toula, Trípoli, Zahlé y Zgharta.

## Distribución territorial

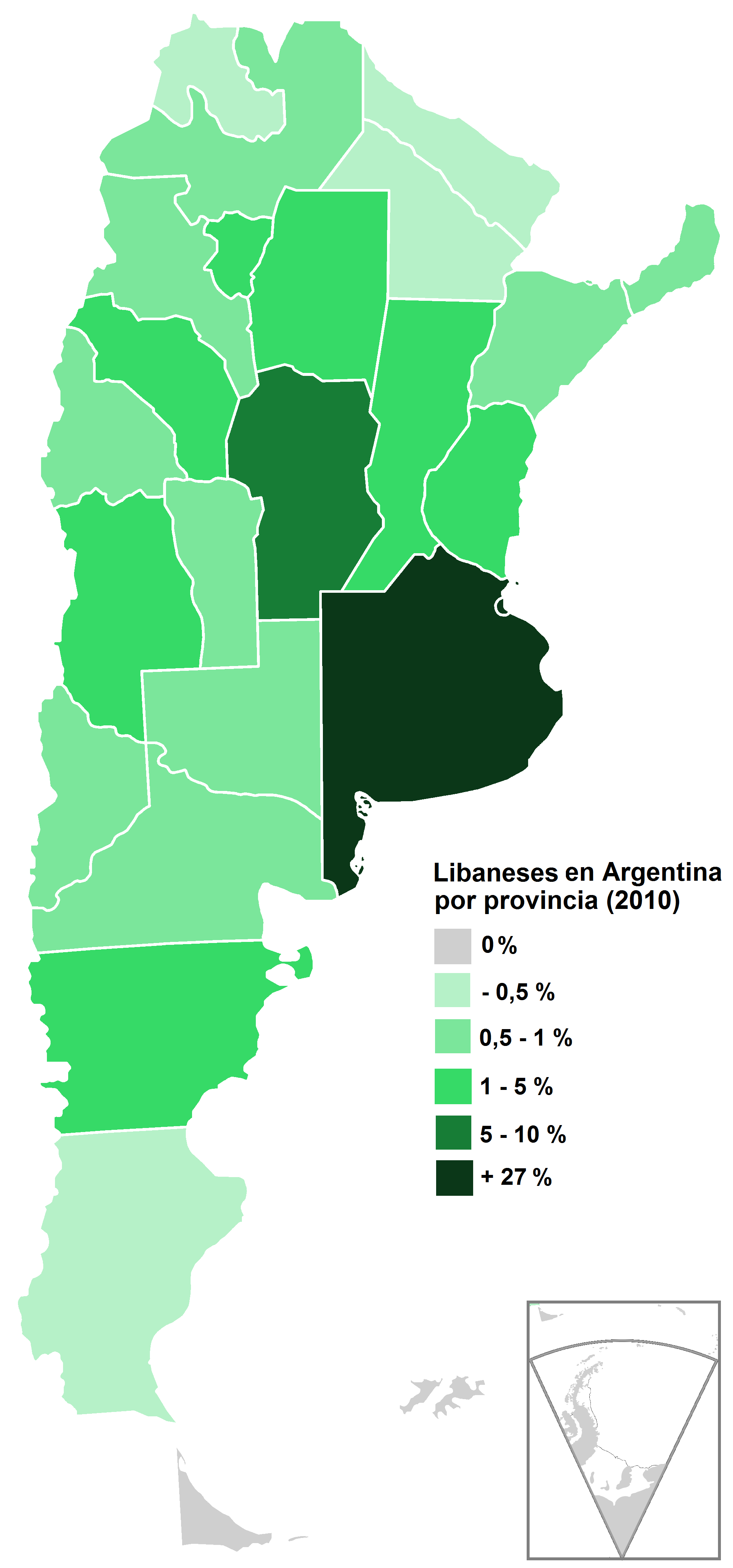
Porcentaje de libaneses en Argentina por provincia según el censo 2010.

El censo argentino de 2010 registró 933 personas nacidas en Líbano. La siguiente tabla muestra la distribución en las 23 provincias y la Ciudad Autónoma de Buenos Aires:
| Rango | Provincia              | Nacidos en Líbano | Porcentaje |
| ----- | ---------------------- | ----------------- | ---------- |
| 1     | Ciudad de Buenos Aires | 336               | 36,00 %    |
| 2     | Buenos Aires Provincia | 260               | 27,87 %    |
| 3     | Córdoba                | 89                | 9,54 %     |
| 4     | Santa Fe               | 51                | 5,46 %     |
| 5     | Mendoza                | 33                | 3,54 %     |
| 6     | Tucumán                | 30                | 3,21 %     |
| 7     | Santiago del Estero    | 27                | 2,90 %     |
| 8     | Entre Ríos             | 15                | 1,60 %     |
| 9     | Chubut                 | 14                | 1,50 %     |
| 10    | La Rioja               | 13                | 1,40 %     |
| 11    | Río Negro              | 9                 | 0,96 %     |
| 12    | Corrientes             | 7                 | 0,75 %     |
|       | Misiones               | 7                 | 0,75 %     |
|       | Neuquén                | 7                 | 0,75 %     |
|       | Salta                  | 7                 | 0,75 %     |
| 16    | San Juan               | 6                 | 0,64 %     |
| 17    | Catamarca              | 5                 | 0,53 %     |
|       | La Pampa               | 5                 | 0,53 %     |
|       | San Luis               | 5                 | 0,53 %     |
| 20    | Chaco                  | 3                 | 0,32 %     |
| 21    | Jujuy                  | 2                 | 0,21 %     |
| 22    | Formosa                | 1                 | 0,10 %     |
|       | Santa Cruz             | 1                 | 0,25 %     |
| 24    | Tierra del Fuego       | 0                 | 0,00 %     |
| TOTAL | Argentina              | 933               | 100 %      |

## Sexo y grupos de edad
Según el censo argentino de 2010, del total de 933 personas nacidas en el Líbano, 441 son hombres y 492 mujeres. Del total de hombres, cuatro tienen entre 0 y 14 años, 195 entre 15 y 64, y 242 son mayores de 65 años de edad. Del total de mujeres, cuatro tienen entre 0 y 14 años, 154 entre 15 y 64, y 334 son mayores de 65 años de edad.